# 전원석 (1969년)
전원석(田元錫, 1969년 11월 26일 ~ )은 대한민국의 정치인이다.

## 학력
- 수성국민학교 졸업
- 부산초량중학교 졸업
- 동아고등학교 35회 졸업
- 부경대학교 산업경제학과 졸업
- 부경대학교 국제대학원 정치언론학과 정치학 석사
- 동아대학교 국제전문대학원 국제학과 공공정책 박사

## 경력
- 동아고등학교 총동문회 홍보부장
- 부경대학교 총동문회 상임이사
- 하단 SK뷰아파트 입주자 대표회장
- 사하구 배드민턴 연합회 사무국장
- 사하구 생활체육회 이사
- 민주당 사하구 갑 지역위원회 부위원장
- 하단중학교 운영위원장
- 서부교육청 제3지구 운영위원장협의회 회장
- 2014.07 ~ 2018.06 제7대 부산광역시 사하구의회 의원
- 2014.07 ~ 2016.07 제7대 부산광역시 사하구의회 전반기 도시위원회 간사
- 2014.07 ~ 2016.07 제7대 부산광역시 사하구의회 전반기 의회운영위원회 위원
- 2014.07 ~ 2016.07 제7대 부산광역시 사하구의회 전반기 예산결산특별위원회 위원장
- 2016.07 ~ 2018.06 제7대 부산광역시 사하구의회 후반기 총무위원회 위원
- 2016.07 ~ 2018.06 제7대 부산광역시 사하구의회 후반기 의회운영위원회 위원
- 국회 최인호 의원실 보좌관, 선임비서관
- 더불어민주당 부산광역시당 사하구 갑 지역위원회 사무국장
- 사하구 하단중학교 운영위원장
- 사하구 하남중학교 운영위원장
- 사하구 배드민턴연합회 부회장
- 2018.07 ~ 2022.06 제8대 부산광역시 사하구의회 의원
- 2018.07 ~ 2020.07 제8대 부산광역시 사하구의회 전반기 의장
- 2020.07 ~ 2022.06 제8대 부산광역시 사하구의회 후반기 총무위원회 위원
- 2020.07 ~ 2022.06 제8대 부산광역시 사하구의회 후반기 예산결산특별위원회 위원
- 을숙도초등학교 운영위원
- 대통령직속 국가균형발전위원회 국민통합위원
- 부경대학교 총동창회 이사
- 부산시 학교운영위원장협의회 감사
- 2024.04 ~ 제9대 부산광역시의회 의원
- 2024.04 ~ 2024.07 제9대 부산광역시의회 전반기 복지환경위원회 위원
- 2024.07 ~ 제9대 부산광역시의회 후반기 운영위원회 위원
- 2024.07 ~ 제9대 부산광역시의회 후반기 해양도시안전위원회 위원
- 2024.07 ~ 제9대 부산광역시의회 후반기 예산결산특별위원회 위원

## 역대 선거 결과
|  | 30.58% |

|  | 26.81% |

|  | 18.89% |

|  | 49.39% |